# Ribniško polje
Ribniško polje (lokalno tudi Ribniška dolina) je kraško polje v JZ Sloveniji. Polje obdajata dve kraški planoti, in sicer Mala gora, z najvišjim vrhom Črni vrh (963 m), ter Velika gora z najvišjim vrhom Turn (1254 m). S Kočevskim poljem tvorita največje podolje (včasih imenovano tudi Kočevsko-Ribniško polje ali podolje). Samo Ribniško polje meri okrog 65 kvadratnih kilometrov. Nahaja se na višinah od 490 do 550 metrov nadmorske višine. Polje je prelivno, ker se vode prelijejo čez polje in tudi poniknejo. 
Po Ribniškem polju tečejo kraške reke Ribnica (ponikne pri kapelici sv. Marjete vzhodno od Dolenje vasi), Tržiščica (ponikne v Tenteri vzhodno od Žlebiča), Bistrica (ponikne v Goriči vasi) in Rakitnica. Pri požiralnikih reke Rakitnice v času višjih voda se napolni presihajoče jezero. V dolini in pri začetkih hribovij se nahajajo večje jame (Finkova jama, Francetova jama, Tentera ...). Reke poniknejo in pridejo na dan v bazenu Krke. Ob višjem vodostaju rek na polju se oblikuje velik skupni rečni sistem, ki se prelije iz Ribniškega v Kočevsko polje z dolžino 70 km. Tam poniknejo in pridejo ponovno ven v dolini reke Kolpe, v katero se tudi izlijejo.
Na Ribniškem polju, zlasti v vaseh Prigorica, Dolenja vas, Blate, Nemška vas itd. je zaradi nalaganja ilovnatih nanosov od srednjega veka dalje razvito lončarstvo. V Valvazorjevih časih so samo na tem območju lončarili pri osemdesetih hišah, danes pa le še pri štirih. 
Gostota prebivalstva na polju je 150 prebivalcev na kvadratni kilometer. Na polju se nahaja 25 naselij s središčem v Ribnici. Čez polje tečeta tudi pomembna prometnica in železnica do Kočevja.